# Inline-skaten op de Wereldspelen
Inline-skaten is een sport die al sinds de eerste editie in 1981 onderdeel uitmaakt van de Wereldspelen. Tijdens de Wereldspelen is het inlineskaten een van de vier sporten die valt onder de "roller sports", samen met het kunstrijden op rolschaatsen, het rolhockey en het inlinehockey.

## Kampioenschappen
| Jaar | Datum                | Plaats      | Aantal onderdelen |
| ---- | -------------------- | ----------- | ----------------- |
| 1981 | 25 juli – 3 augustus | Santa Clara | 6                 |
| 1985 | 25 juli – 4 augustus | Londen      | 12                |
| 1989 | 20–30 juli           | Karlsruhe   | 10                |
| 1993 | 22 juli – 1 augustus | Den Haag    | 10                |
| 1997 | 5–15 augustus        | Lahti       | 10                |
| 2001 | 16–26 augustus       | Akita       | 10                |
| 2005 | 19–21 juli           | Duisburg    | 12                |
| 2009 | 17–19 juli           | Kaohsiung   | 10                |
| 2013 | 31 juli – 4 augustus | Cali        | 18                |
| 2017 | 21–25 juli           | Wrocław     | 18                |
| 2022 | 8–11 juli            | Birmingham  | 18                |